# Црква брвнара у Скадру код Пецке
Црква брвнара у Скадру код Пецке, посвећена Вазнесењу Господњем, подигнута 1720. године од стране досељеника из околине Скадра на Бојани, који су и дали име месту. Представља непокретно културно добро као споменик културе од великог значаја.

## Историја
Према предању црква постоји још од 17. века. За своје време више пута је паљена и уништавана од стране Турака. Од турских разарања сачувано је неколико старих реликвија (икона Св. Георгије убија аждаху, рад сликара Петра Николајевића Молера, икона Пресвете Богородице, кандило од ливене бронзе). Спољашњост цркве је украшена са шест лепо декорисаних стубова и изрезбареним вратима са западне стране. Црква је обновљена 1978. године.